# ريتشارد مارين
ريتشارد مارين (بالإنجليزية: Richard Marin)‏ هو مصرفي الاستثمار ‏ أمريكي، ولد في 1953 في نيويورك في الولايات المتحدة.